# Walk (Pantera-Lied)
Walk ist ein Lied der US-amerikanischen Metalband Pantera. Es war die vierte Singleauskopplung aus dem sechsten Album Vulgar Display of Power.

## Entstehung und Inhalt
Das Lied ist ein Groove-Metal-Lied, das von den vier Bandmitgliedern Phil Anselmo, Dimebag Darrell, Rex Brown und Vinnie Paul geschrieben wurde. Der Text ist in englischer Sprache verfasst. Walk ist 5:15 Minuten lang, wurde in der Tonart cis-Moll geschrieben und weist ein Tempo von 118 BPM auf. Produziert wurde das Lied von Terry Date. Das Lied basiert auf einem Gitarrenriff im für Metal ungewöhnlichen 12/8-Takt, den der Gitarrist Dimebag Darrell während eines Soundchecks auf der Tournee zum Vorgängeralbum Cowboys from Hell spielte. Seine Bandkollegen mochten das Riff. Laut dem Schlagzeuger Vinnie Paul hatte das Riff einen Shuffle-Groove, der wohl mit dem Bandwurzeln im Southern Rock zusammenhängen würde. Die Halbbrüder Darrell und Paul wuchsen  mit Bands wie ZZ Top und Lynyrd Skynyrd auf. Dieser Shuffle-Groove wurde für das spätere Lied beibehalten.
Laut Terry Date hätte es acht Stunden gedauert, bis das Grundriff so eingefangen wurde, wie Dimebag Darrell es haben wollte. Darrell wollte einen Surroundsound, mit dem das Riff den Hörer zeitgleich aus allen Richtungen attackieren würde. Der Text wurde vom Sänger Phil Anselmo für Freunde der Bandmitglieder geschrieben, die die Musiker nach der Rückkehr von der Tour zum Album Cowboys from Hell plötzlich anders behandelten und dachten, dass Pantera jetzt Rockstars wären. Mit dem Text  wollte Phil Anselmo ihnen sagen, dass sie ihre Attitüde nehmen und gehen sollten. Zudem würden Gerüchte umgehen, dass Anselmo jetzt ein Rockstar wäre und arrogant geworden sei.
Für das Lied wurde ein Musikvideo während eines Konzerts im Riviera Theatre in Chicago gedreht. Laut Phil Anselmo habe die Band an jenem Abend das Lied viermal gespielt, um genügend Material für das Video zu erhalten. Für das Cover der Single wurde ein Bild von Phil Anselmo aus dem Musikvideo für die erste Singleauskopplung Mouth for War verwendet. Neben der Single wurden diverse EPs veröffentlicht, die neben Liveversionen auch Remixe vom Godflesh-Gitarristen Justin Broadrick und von JG Thirlwell enthalten.

## Rezeption
Der TV-Sender VH1 führte Walk auf Platz 16 auf ihrer Liste der 40 besten Metalsongs. Auf der Liste der besten Gitarrensoli des Magazins Guitar World belegte Walk Platz 54. Das US-amerikanische Magazin Loudwire führte Walk auf Platz eins der Liste der besten Pantera-Lieder.

## Kommerzieller Erfolg

### Chartplatzierungen
Walk erreichte Platz 35 der britischen Singlecharts. 

### Auszeichnungen für Musikverkäufe
| Land/Region       | Auszeichnungen für Musikverkäufe (Land/Region, Auszeichnung, Verkäufe) | Verkäufe |
| ----------------- | ---------------------------------------------------------------------- | -------- |
| Neuseeland (RMNZ) | Platin                                                                 | 30.000   |
| Insgesamt         | 1× Platin ·                                                            | 30.000   |

## Weiterverwendung
Das Lied Walk wurde im Jahre 2019 auf dem Soundtrack des Netflix-Films Triple Frontier verwendet. Godsmack-Sänger Sully Erna sang bei einem Konzert in Las Vegas das Lied zusammen mit den Pantera-Mitgliedern Dimebag Darrell, Rex Brown und Vinnie Paul auf. Ein Mitschnitt davon ist auf der Godsmack-DVD Smack This! zu sehen. Avenged Sevenfold veröffentlichten eine Coverversion für ihre Live-DVD Live in the LBC & Diamonds in the Rough.
Das Baseballteam der Texas Rangers spielen das Lied Walk, wenn einer ihrer Spieler durch einen Base on Balls, der auch Walk genannt wird, zum ersten Base vorrücken darf. Der Profiboxer Yuri Foreman und der Wrestler Rob Van Dam verwendeten Walk als Einmarschhymne. Darüber hinaus gehört das Lied zu den Soundtracks für die Videospiele The Bigs 2, Madden NFL 10, NHL 11 sowie für das Spiel Rock Band 3.
Während der COVID-19-Pandemie im Frühjahr 2020 veröffentlichten Pantera ein limitiertes T-Shirt. Es zeigt das leicht abgeänderte Covermotiv des Albums Vulgar Display of Power. Die Person, die geschlagen wird, trägt eine Atemschutzmaske, während die schlagende Person Schutzhandschuhe trägt. Unter dem Bild stehen die Zeilen „Be yourself, by yourself. Stay away from me!“ aus dem Liedtext, was eine Erinnerung an die räumliche Distanzierung, mit der eine Ausbreitung des Virus verhindert werden soll. 40 Prozent der Einnahmen werden gespendet.